# Bathyankyristes
Bathyankyristes is een geslacht van kreeftachtigen uit de klasse van de Malacostraca (hogere kreeftachtigen).

## Soort
- Bathyankyristes levis Alcock & Anderson, 1894

## Synoniem
- Munidopsis levis (Alcock & Anderson, 1894)